# Giles Scott
Giles Scott (23 de junho de 1987) é um velejador britânico.

## Carreira
Giles Scott representou seu país nos Jogos Olímpicos de Verão de 2016, nos quais conquistou medalha de ouro na finn, sendo o sucessor de Ben Ainslie na categoria e manteve a hegemonia, de quatro conquistas britânicas consecutivas.  Obteve novamente o ouro na mesma classe em Tóquio 2020.